# Steve Jensen
Steven Allan "Steve" Jensen, född 14 april 1955, död 29 november 2022, var en amerikansk före detta ishockeytränare och professionell ishockeyspelare som tillbringade sju säsonger i den nordamerikanska ishockeyligan National Hockey League (NHL), där han spelade för ishockeyorganisationerna Minnesota North Stars och Los Angeles Kings. Han producerade 220 poäng (113 mål och 107 assists) samt drog på sig 318 utvisningsminuter på 438 grundspelsmatcher. Jensen spelade också på lägre nivåer för New Haven Nighthawks och Springfield Indians i American Hockey League (AHL), Fort Worth Texans i Central Hockey League (CHL), EV Zug i Nationalliga B (NLB) och Michigan Tech Huskies (Michigan Technological University) i National Collegiate Athletic Association (NCAA).
Jensen draftades i fjärde rundan i 1975 års draft av Minnesota North Stars som 58:e spelare totalt.
Efter spelarkarriären drev han en ishockeyskola, var ishockeytränare i Schweiz, expertkommentator, arbetade inom det nationella ishockeyförbundet USA Hockey och som talangscout.
Han var farbror till ishockeyspelaren Nick Jensen som spelar inom organisationen för Detroit Red Wings.

## Statistik
| Källa: Utv = Utvisningsminuter | Källa: Utv = Utvisningsminuter | Källa: Utv = Utvisningsminuter |             | Grundserie  | Grundserie  | Grundserie  | Grundserie  | Grundserie  |             | Slutspel    | Slutspel    | Slutspel    | Slutspel    | Slutspel    |
| Säsong                         | Lag                            | Liga                           | Matcher     | Mål         | Assist      | Poäng       | Utv         | Matcher     | Mål         | Assist      | Poäng       | Utv         |             |             |
| ------------------------------ | ------------------------------ | ------------------------------ | ----------- | ----------- | ----------- | ----------- | ----------- | ----------- | ----------- | ----------- | ----------- | ----------- | ----------- | ----------- |
| 1973–1974                      | Michigan Tech Huskies          | NCAA                           | 40          | 17          | 9           | 26          | 32          | —           | —           | —           | —           | —           |             |             |
| 1974–1975                      | Michigan Tech Huskies          | NCAA                           | 41          | 16          | 32          | 48          | 18          | —           | —           | —           | —           | —           |             |             |
| 1975–1976                      | Minnesota North Stars          | NHL                            | 19          | 7           | 6           | 13          | 6           | —           | —           | —           | —           | —           |             |             |
| 1976–1977                      | Minnesota North Stars          | NHL                            | 78          | 22          | 23          | 45          | 62          | 2           | 0           | 1           | 1           | 0           |             |             |
| 1977–1978                      | Minnesota North Stars          | NHL                            | 74          | 13          | 17          | 30          | 73          | —           | —           | —           | —           | —           |             |             |
|                                | Fort Worth Texans              | CHL                            | 3           | 0           | 1           | 1           | 2           | —           | —           | —           | —           | —           |             |             |
| 1978–1979                      | Los Angeles Kings              | NHL                            | 72          | 23          | 8           | 31          | 57          | 2           | 0           | 0           | 0           | 0           |             |             |
| 1979–1980                      | Los Angeles Kings              | NHL                            | 76          | 21          | 15          | 36          | 13          | 4           | 0           | 0           | 0           | 2           |             |             |
| 1980–1981                      | Los Angeles Kings              | NHL                            | 74          | 19          | 19          | 38          | 88          | 4           | 0           | 2           | 2           | 7           |             |             |
| 1981–1982                      | Los Angeles Kings              | NHL                            | 45          | 8           | 19          | 27          | 19          | —           | —           | —           | —           | —           |             |             |
|                                | New Haven Nighthawks           | AHL                            | 14          | 5           | 8           | 13          | 4           | 1           | 0           | 0           | 0           | 0           |             |             |
| 1982–1983                      | Spelade ej.                    | Spelade ej.                    | Spelade ej. | Spelade ej. | Spelade ej. | Spelade ej. | Spelade ej. | Spelade ej. | Spelade ej. | Spelade ej. | Spelade ej. | Spelade ej. | Spelade ej. | Spelade ej. |
| 1983–1984                      | Okänt lag                      | Österrike                      | 31          | 28          | 35          | 63          | 28          | —           | —           | —           | —           | —           |             |             |
|                                | EV Zug                         | NLB                            | 20          | 23          | —           | —           | —           | —           | —           | —           | —           | —           |             |             |
| 1984–1985                      | EV Zug                         | NLB                            | 36          | 38          | 19          | 57          | —           | —           | —           | —           | —           | —           |             |             |
| 1985–1986                      | Springfield Indians            | AHL                            | 4           | 3           | 3           | 6           | 2           | —           | —           | —           | —           | —           |             |             |
| NHL totalt                     | NHL totalt                     | NHL totalt                     | 438         | 113         | 107         | 220         | 318         | 12          | 0           | 3           | 3           | 9           |             |             |
| AHL totalt                     | AHL totalt                     | AHL totalt                     | 18          | 8           | 11          | 19          | 6           | 1           | 0           | 0           | 0           | 0           |             |             |
| NCAA totalt                    | NCAA totalt                    | NCAA totalt                    | 81          | 33          | 41          | 74          | 50          | —           | —           | —           | —           | —           |             |             |

### Internationellt
Källa: 
| År        | Lag     | Turnering  | Matcher | Mål | Assists | Poäng | Utv |
| --------- | ------- | ---------- | ------- | --- | ------- | ----- | --- |
| 1974–1975 | USA     |            | 17      | 4   | 1       | 5     | —   |
| 1975      | USA     | VM         | 9       | 2   | 0       | 2     | 2   |
| 1975–1976 | USA     |            | 64      | 52  | 44      | 96    | 42  |
| 1976      | USA     | Canada Cup | 5       | 1   | 0       | 1     | 2   |
| 1976      | USA     | OS         | 6       | 6   | 0       | 6     | 10  |
| 1976      | USA     | VM         | 7       | 4   | 5       | 9     | 8   |
| 1978      | USA     | VM         | 10      | 3   | 0       | 3     | 2   |
| Totalt0   | Totalt0 | Totalt0    | 118     | 72  | 50      | 122   | 66  |